# Cassius Keyser

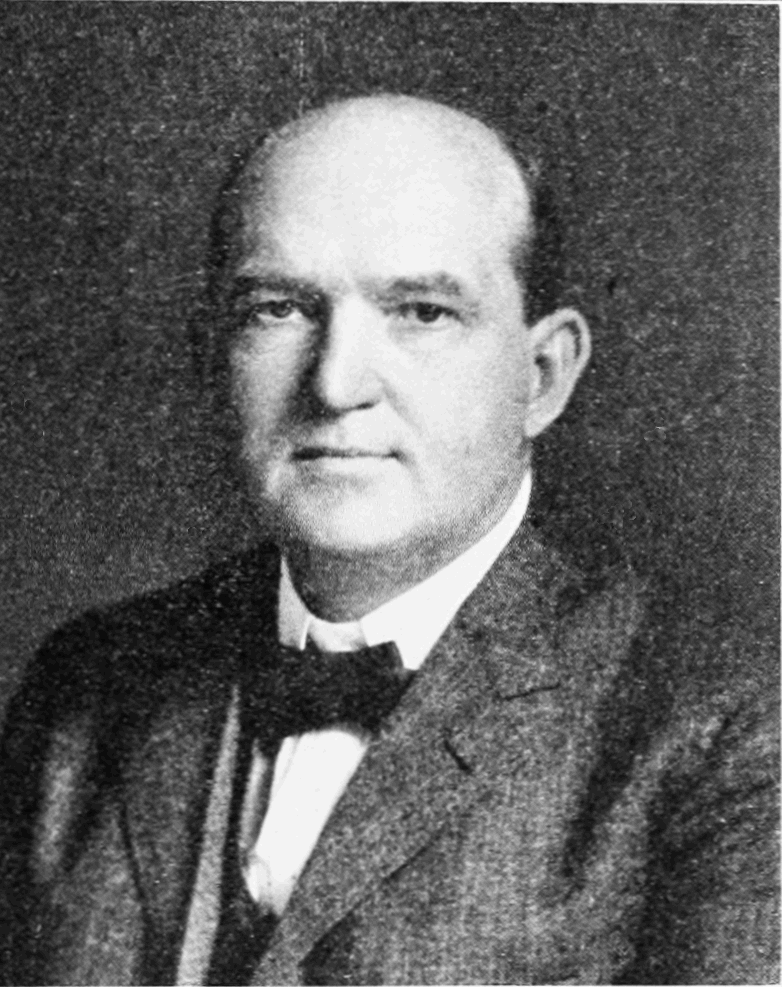

Cassius Jackson Keyser (* 15. Mai 1862 in Rawson, Ohio (USA); †  8. Mai 1947 in New York City) war ein US-amerikanischer Mathematiker.

## Leben
Sein Vater Jacob B. Keyser, war Farmer, seine Mutter Margaret Jane (geb. Ryan) führte den Haushalt. Cassius und seine drei Geschwister Charlotte, Calvin und Alonzo gingen im Nachbarort Union in die Schule, bis die Familie in den 1870er Jahren nach Hardin zog.
1879 trat Keyser in die Universität „North West Ohio Normal School“ (heute: Ohio Northern University) in Ada (Ohio) ein. Er erreichte einen wissenschaftlichen Abschluss und wurde ausgewählt, bei der Abschlusszeremonie vor den Absolventen eine Rede zu halten, wo er zum Thema Vernunft und Glauben sprach. Er heiratete eine Studienkollegin, Ella Maud Crow aus Ridgeway, Ohio am 19. August 1885.
Nach dem Abschluss trat Keyser seine Arbeit als Schuldirektor in Ridgeway, Ohio an und bekam anschließend eine Position in Plattsburg, Missouri. Er lehrte Mathematik an der Universität von Missouri und erreichte den Rang eines Bachelor an dieser Fakultät. Nach kurzen Anstellungen als Mathematiklehrassistent an der „New York State Normal School“ (New Paltz, New York) und an der Washington University (St. Louis) setzte Keyser seine Ausbildung an der Columbia University in New York City fort. Er erlangte 1896 den Magister (Master) und 1901 den Doktortitel der Mathematik. Seine weiteren Interessen umfassten Geometrie, Geschichte und Philosophie.
Keysers Zugehörigkeit zur Columbia University führte lange über das Erreichen seiner Titel hinaus. Er war dort Lehrassistent für Mathematik (1900–1903), und Professor für Mathematik (1903–1927). Weiter fungierte er als Vorsitzender der Mathematischen Fakultät (1910–1916). Unter den Studenten wurde er als sorgfältiger Lehrer bewundert, auch wenn er „etwas altmodisch in seinem Stil und ein wenig umständlich“ war. Während der Zeit an dieser Hochschule hielt er ein Seminar über das damals herausgekommene Werk „Principia Mathematica“. Im Publikum saß der Mathematiker und Logiker Emil Post. 
Keyser beendete seine Arbeit 1927 und ging in Rente. Er starb im Alter von fast 85 Jahren am 8. Mai 1947 in seinem Haus in New York City. Sein Nachruf erschien in der New York Times am 9. Mai. Eine Gruppe von Freunden und Kollegen bildete die Gesellschaft der Freunde Cassius Keysers, deren Ziel es war, seine unbekannten Arbeiten zu veröffentlichen. Die erste Ausgabe erschien an seinem 85. Geburtstag, eine Woche nach seinem Tod.

## Werk
Keyser war während seiner akademischen Karriere ein erfolgreicher Autor und Lektor, vor allem auf dem Gebiet der Mathematikphilosophie. Unter seinen mehr als 50 Arbeiten waren Titel wie „Mathematische Philosophie: Eine Studie über Schicksal und Freiheit (Lektüre für den gebildeten Laien)“, „Der menschliche Wert des rigorosen Denkens“ und „Mathematik und die Frage des kosmischen Gehirns“. James Roy Newman integrierte Keysers Werk „Das Gruppenkonzept“ in seinen vierteiligen Klassiker „Die Welt der Mathematik“ als einen von zwei Artikeln zur Gruppentheorie. Allgemeine Semantik, das Gebiet, das die Grundlagen der Struktur der Mathematik und der Naturwissenschaften untersucht und versucht, diese Strukturen der menschlichen Herangehensweise anzupassen, wurde von Alfred Korzybski 1933 in seiner Arbeit „Wissenschaft und Vernunft“ eingeführt. Korzybski würdigte Keyser, großen Einfluss auf ihn selbst und auch die Anfänge der Semantik besessen zu haben.
Keyser war, mit seinem Universitätskollegen John Dewey, eines der Mitglieder des Organisationskomitees der „American Association of University Professors“ (Amerikanische Vereinigung der Universitätsprofessoren), die heute über 45.000 Mitglieder hat. Weiterhin war er Mitautor der „Scripta Mathematica“ und arbeitete 1906 als Autor für die „Encyclopedia Americana“ und das „Hibbert Journal“.